# 零式水中聴音機
零式水中聴音機（れいしきすいちゅうちょうおんき）は、大日本帝国海軍が開発した艦艇搭載用の水中聴音機（パッシブ・ソナー）。

## 開発の経緯
日本海軍は、戦艦、航空母艦、巡洋艦などの大型艦艇が、自ら潜水艦の攻撃を回避するための水中聴音機として九三式水中聴音機を一部の巡洋艦に装備させていたが、その性能は必ずしも充分なものではなかった為、1937年（昭和12年）頃より捕音器数の増加や装備方法の変更等により一層の性能向上を図った大型艦艇用の新型水中聴音機の研究試作が行われる事となった。この試作品を戦艦｢比叡｣に搭載して実験を行ったところ良好な成績が得られたので、更に二次電源用変圧器を追加する等の若干の改修を加えた後に｢零式水中聴音機｣として制式化し、主に戦艦や空母等の大型艦艇に装備した。

## 装置概要
本機は大型水上艦艇に装備して水中音波の音源方向を測定しようとするものであり、その主要部は、水中音波を捕らえ電気信号に変換する捕音器、各補音器の信号を合成し、音源の方位を測角する整相器、各捕音器が捕らえた音を聞くための受聴器からなっており、方向測定原理は九三式水中聴音機と同じく、電気整相器により各補音器の信号を電気的遅延回路を経て合成し、最大音を求める最大感度方式が用いられていた。

### 捕音器
開発にあたり、搭載を想定しているような大型艦は対潜艦艇などと比較して吃水が深く装備スペースにも余裕がある事から、水力雑音の低減や測角精度の向上および捕音器の換装に入渠を必要としないことを狙いとして、捕音器数を九三式水中聴音機の16個から右舷側15個、左舷側15個の合計30個へと増加し、これを真水を満たした艦首タンク内に直径4mの二重円配列にする事が検討された。
これは、それまで用いられていた装備方では捕音器の配列形状が楕円形に近い配列となり、さらに艦型により配列形状が異なる事から真の楕円とはならず、測角精度が一様ではない（艦首方向より正横方向の方が精度がよい）という問題があったのに対して、上記の配列法では真円に近い配列が可能となり、指向性のみの観点から考えると全周にわたり一定の測角精度が得られるという利点があったためである。
なお聴音にあたっては両舷の捕音器群を使用する他に、時には聴測方向に応じて、例えば右舷方向に対しては右舷装備捕音器15個を、左舷方向に対しては左舷装備捕音器15個を使用して聴測する事も可能であり、これは整相器の装備捕音器舷選択把手により両舷、右舷、左舷の切換え操作を簡単に行えるようになっていた。

### 整相器
整相器は各捕音器の電気信号伝達の遅延量を調節し、これによって音波の到来方向を決定する装置であり、内部は主に補音器の配置状況をそのまま縮小するように刷子を配置した刷子保持鈑と、補音器の信号を遅延送電網に伝える役割を持ち、導体と絶縁体を交互に組合わせた導電盤、補音器の信号に遅延量を与える遅延送電網からなっていた。
装置前面には遅延量を調節するためのハンドルと捜索している方位を示す方向角目盛鈑があり、ハンドルを回転させると、それと連動して刷子盤が導電盤上を回転して各補音器の信号に与えられる遅延量が調節された。音源方向に対して各補音器の信号に適切な遅延量が付加されると受聴器に流れる音が最大となるため、この時に方向角目盛鈑の指針が示す方向を読取ればそれが目標の方位となった。

### 受聴器
捕音器が捕らえた音を集めて聞くための受聴器は海軍制式のT式1号受聴器であり、これは無線兵器に使用されていた物と同じ物で、共振周波数は800～900サイクルとなっていた。
このタンク内装備の思想から研究開発された試作品は、戦艦｢比叡｣に搭載して実験が行われ、良好な成績が得られたので｢零式水中聴音機｣として制式化され、主に戦艦や空母等の大型艦艇に装備された。中でも戦艦｢大和｣と｢武蔵｣は、バルバス・バウ内に同機を片舷ずつそれぞれ装備し、常に両舷2組をもって哨戒を行い、対潜見張り用として威力を発揮し、魚雷の航走音を聴知してこれを事前に回避するのに役立ったと言われている。また大和では本機を中央、左、右と3基装備していたとも言われており、その聴音室は最前部に近い左舷下甲板の喫水線より少し上部分にあり、防音装置と空調装置を備えていた。なお聴音した音は第1、第2艦橋でも聞く事ができた。同機は水中見張り用としては有効だったが、対潜警戒用としてはほとんど実用価値がないものとされ、さらに優秀な聴音機が求められる事となった。
| 装備艦種    | 装備艦種         | 装備艦種         | 大 艦 大型商船                                        |
| ----------- | ---------------- | ---------------- | ----------------------------------------------------- |
| 捕音器配列  | 捕音器配列       | 捕音器数         | 30                                                    |
| 捕音器配列  | 捕音器配列       | 配列法           | 二重楕円                                              |
| 捕音器配列  | 捕音器配列       | 配列直径(m)      | 4(長軸)                                               |
| 捕音器配列  | 捕音器配列       | 指向性(度)       | 約3                                                   |
| 捕音器配列  | 捕音器配列       | 副最大値(％）    | 約30                                                  |
| 捕音器配列  | 捕音器配列       | 装備場所         | 舷側                                                  |
| 捕 音 器    | 捕 音 器         | 型               | 可動線輪                                              |
| 捕 音 器    | 捕 音 器         | 振動板直径(mm)   | 145                                                   |
| 捕 音 器    | 捕 音 器         | 重量(kg)         | 18                                                    |
| 捕 音 器    | 捕 音 器         | *感度(db)        | 35                                                    |
| 捕 音 器    | 捕 音 器         | 周波数範囲(C/B)  | 500~2500                                              |
| 捕 音 器    | 捕 音 器         | *2耐爆距離(m)    | 35                                                    |
| 聴 音 装 置 | 遅 延 回 路 網   | 制御方式         | 格子状                                                |
| 聴 音 装 置 | 遅 延 回 路 網   | 型               | T                                                     |
| 聴 音 装 置 | 遅 延 回 路 網   | 素子数           | 90                                                    |
| 聴 音 装 置 | 遅 延 回 路 網   | 全遅延量(μ sec)  | 2700                                                  |
| 聴 音 装 置 | 遅 延 回 路 網   | L(mH)            | 20                                                    |
| 聴 音 装 置 | 遅 延 回 路 網   | C(μ)             | 006                                                   |
| 聴 音 装 置 | 遅 延 回 路 網   | M(ｍH)           |                                                       |
| 聴 音 装 置 | 遅 延 回 路 網   | Zo(Ω)            | 1000                                                  |
| 聴 音 装 置 | 捕音器刷子縮小率 | 捕音器刷子縮小率 | 1/13.6                                                |
| 聴 音 装 置 | 均整抵抗(hΩ)     | 均整抵抗(hΩ)     | 0.5～7                                                |
| 聴 音 装 置 | 角度通報器       | 角度通報器       | 有り                                                  |
| 聴 音 装 置 | 型式             | 型式             | 抵抗結合4段                                           |
| 聴 音 装 置 | 真空管           | 真空管           | 6301×1 606×3                                          |
| 聴 音 装 置 | 増巾度(db)       | 増巾度(db)       | 100                                                   |
| 聴 音 装 置 | 沪 波 器         | 遮断周波数(C/S)  | (HP)全通 500 700 1200 1500 (LP)全通 700 900 1500 3000 |
| 聴 音 装 置 | 受聴器数         | 受聴器数         | 可動鉄片×4                                            |
| 聴 音 装 置 | 電源             | 種別             | AC100V                                                |
| 聴 音 装 置 | 電源             | 整流器           | セレン型                                              |
| 聴 音 装 置 | 電源             | 沪波器           | 有り                                                  |
| 他 装 置    | 接続筐           | 接続筐           | 4                                                     |
| 他 装 置    | 切断器           | 切断器           | 1                                                     |

## 探知性能
オーストラリア海軍の公開している資料によれば、戦艦「比叡」に搭載された試作品は以下のような性能が得られたとしている。
また戦艦「大和」が鹿児島湾内で魚雷回避基礎訓練を行った際には、停止中の時に湾外行動中の潜水艦を30000mで、魚雷音を6000mで、20ノットの時には潜水艦(湾外)を5000mで捕捉したとされている。しかし、艦尾方向約両舷60度程は自艦から発生する雑音により聴音困難であり、航走中に聴音可能な方位は前方数十度であったとも言われている。
| 自艦速力 | 潜水艦艦名 | 潜水艦速力   | 最大探知距離(推定） | 確実探知距離（推定） |
| -------- | ---------- | ------------ | ------------------- | -------------------- |
| 停止     | 伊63       | 3kt（水中）  | 8,800 yd            | 4,400 yd             |
| 停止     | 伊64       | 3kt（水中）  | 4,400 yd            | 2,200 yd             |
| 12kt     | 不明       | 不明（水中） | 4,400 yd            | 2,200 yd             |
| 16kt     | 不明       | 3kt（水中）  | 5,500 yd            | 3,300 yd             |
| 停止     | 伊57       | 12kt         | 12,700 yd           | 7,700 yd             |

※魚雷に対する探知能力は「比叡」の場合16ktで航行している時、最大探知距離:1,1000yd、確実探知距離：6600yd。